# Арнимы
Арнимы (нем. von Arnim) — старинный дворянский род в маркграфстве Бранденбург.
Получил своё имя от местечка Арнима в Альтмарке (округ Штендаль).
Ещё в 1204 г. упоминается в исторической летописи первый из Арнимов, Аллар фон Арним. Между этим и шауенбургским и гельдернским родом Арним нет никакого родства. Лишено также основания и предположение о происхождении Арнимов из города Арнем.
Летописи XIV века нередко упоминают о многочисленных представителях этой фамилии, владевшей громадными поместьями, преимущественно в Укермарке. Начиная с XV столетия является непрерывный ряд имен представителей этой фамилии, ветви которой распространяются с этого времени в Померании, Франконии, Магдебурге, Саксонии, Мекленбурге и Пруссии.
Род фон Арним отличался всегда консервативными убеждениями, иногда военными заслугами и богатством, заключавшимся преимущественно в крупных поместьях, из которых иные представляли собою майораты.

## Известные представители рода
Из выдающихся членов этого семейства заслуживают упоминания:
- Иоахим фон Арним (1544), бывший гроссмейстером рыцарского ордена иоаннитов. Целый ряд ландфогтов из рода Арним жил в Укермарке с 1424 до 1738, то есть до упразднения ландфогтов.
- Иоганн-Георг фон Арним — маршал Тридцатилетней войны;
- Вольф-Кристоф фон Арним († 1638 г.) — саксонский генерал-лейтенант и родоначальник Саксонской линии,
- Георг-Авраам Арним (1651—1734) — служил в прусских войсках с шестнадцатилетнего возраста, принимал участие в 25 сражениях и 17 осадах, прусский генерал-фельдмаршал;
- Георг Детлеф фон Арним (1679—1753) был военным министром и министром-президентом;
- Фридрих-Вильгельм фон Арним (1739—1801) — прусский военный и государственный министр, получивший прусское графское достоинство;
- сын его Фридрих-Авр.-Вильгельм фон Арним (1761—1812) был неоднократно посланником при разных дворах;
- Генрих Ленард фон Арним (1801—1875) — был с 1849 года и до самой своей смерти, за исключением избирательного периода 1862—65, членом прусской палаты депутатов и влиятельным вождем консервативной партии;
- Альбрехт-Генрих фон Арним (1744—1805) — государственный министр и министр юстиции при Фридрихе-Вильгельме III.